# 帕尔梅拉 (圣蒂尔苏)
帕尔梅拉是葡萄牙波尔图区的一个堂区。总面积3.39平方公里，总人口1104人，人口密度325.7人/平方公里。